# Ото Шмид
Ото Юлиевич Шмид (на руски: Отто Юльевич Шмидт) е руски полярен изследовател, географ, геофизик, математик, астроном, академик от АН на СССР (1935), член на Украинската академия на науките (1934), Герой на СССР (27 юни 1937).

## Произход и години на учение (1891 – 1928)
Роден е на 18 септември 1891 година в Могильов, Руска империя (днес в Беларус), в семейство на дребен търговски служител. Предците му по бащина линия са германски преселници, а по майчина – латвийци. Още съвсем малък семейството му се премества в Одеса, след това в Киев.
През 1909 завършва със златен медал гимназия и постъпва във Физико-математическия факултет на Киевския университет. Още като студент публикува три научни работи по алгебра, едната от които е удостоена със златен медал, а през 1916 – монографията „Абстрактная теория групп“, първата в световната литература книга по обща теория на групите, за която получава премия на името на професор Рахманов. След защитата на магистърската си степен е оставен на работа в университета като преподавател по математика и едновременно с това постъпва на работа в градската управа.
През 1917 година Шмид е делегат от Киевския университет на Всеросийския конгрес за висшите училища и след завършването на конгреса остава на работа в Петроград, където е въвлечен в обществено-политическия живот. Участва в митинги и събрания и се сближава с комунистически партийни деятели. През 1918 става член на РКП (б) и заедно с правителството се премества в Москва. Започва работа в Народния комисарят по просвета, през 1921 възглавява „Госиздат“, през 1924 – 1942 – издателството „Большая советская энциклопедия“.

## Експедиционна и административна дейност (1928 – 1937)
През 1928 година участва в първата съветско-германска експедиция в Западен Памир. Освен учените в експедицията влизат и група съветски и германски алпинисти, които изследват и картират ледниците, проходите и най-високите върхове в планината.
През 1929 основава и възглавява до 1949 катедра по висша алгебра във Физико-математическия факултет на Московския университет.
През 1930 – 1931 възглавява арктическа експедиция на ледоразбивача „Георги Седов“ и на архипелага Земя на Франц Йосиф организира първата научноизследователска станция. От Руския залив (76º 13` с.ш., на северозападния бряг на Нова Земя) ледоразбивачът се движи на североизток. На 13 август, на 79°30′ с. ш. 76°50′ и. д. / 79.5° с. ш. 76.833333° и. д., е открит остров Визе (288 км2). На 22 август, на 77°15′ с. ш. 89°30′ и. д. / 77.25° с. ш. 89.5° и. д., – остров Исаченко, а на 78°10′ с. ш. 93°45′ и. д. / 78.166667° с. ш. 93.75° и. д. – остров Воронин. На 24 август, на 79°30′ с. ш. 91°40′ и. д. / 79.5° с. ш. 91.666667° и. д., на 40 км на запад от архипелага Северна земя е открит архипелага Седов, а на 1 септември, на 81°10′ с. ш. 91°00′ и. д. / 81.166667° с. ш. 91° и. д., – остров Шмид (430 км2). Освен това експедицията открива Централното Карско възвишение и падините Света Ана на запад от възвишението и Воронин на изток.
След завръщането си от Арктика Шмид е назначен за директор на Арктическия институт. Под негово ръководство е създадена мрежа от полярни станции: на остров Рудолф, на нос Желание, в Руския залив, на нос Челюскин, на остров Котелни, в залива Тикси и др. Заема се с практическите проблеми по усвояването на Северния морски път. Предлага план за експедиция на ледоразбивача „Сибиряков“, която трябва да премине целия Северен морски път за една навигация. Планът е одобрен и от 28 юли до 1 октомври 1932 година извършва плаването от Архангелск до Тихия океан, като в о-вите Арктически Институт открива остров Сидоров (75°08′ с. ш. 82°02′ и. д. / 75.133333° с. ш. 82.033333° и. д.). „Сибиряков“ заобикаля архипелага Северна земя от север, пресича море Лаптеви, Източносибирско и Чукотско море и на 1 октомври навлиза в Берингово море.
През декември 1932 е назначен за началник на Главното управление на Северния морски път. Сега вече в неговите конкретни задачи влиза осъществяването на безпроблемно преминаване по Северния морски път и на други кораби, като пътят им се разчиства от ледоразбивачи. През 1933 година, на кораба „Челюскин“, който не е ледоразбивач възглавява експедиция, която отново преминава по Северния морски път за една навигация. На 13 февруари 1934, на 144 мили от Беринговия проток, корабът е смачкан от ледовете и екипажът от 104 души се прехвърля на леда, откъдето хората са евакуирани със самолети.
С името на Шмид са свързани и още две ярки страници от историята по усвояването на Арктика. През 1936 от Мурманск до Владивосток по Северния морски път преминава отряд миноносци, които не са приспособени за плаване в полярни води, и организацията през 1937 година на първата дрейфуваща полярна станция „Северен полюс 1“.

## Научна дейност и последни години (1937 – 1956)
През 1937 година е назначен за директор на току-що създадения Институт по теоретична геофизика. Назначението му не е случайно. Той отдавна се замисля за прилагането на физиката за изследването на свойствата на планетата, и възглавения от него институт, занимаващ се с математика, физика, геология и астрономия, се създава по негово предложение.
През последните години от живота си разработва космогонната теория за образуването на Слънчевата система в резултат от кондензацията на околослънчевия газово-прахов облак. От 28 февруари 1939 до 24 март 1942 е вицепрезидент на АН на СССР.
Болен от туберкулоза, през зимата на 1943 – 44 болестта се обостря, стигайки до гърлото му. Забранено му е да говори и той прекарва много време в санаториуми в Москва и Ялта.
Умира на 7 септември 1956 година близо до Москва на 64-годишна възраст.

## Памет
Неговото име носят:
- връх Шмид, в Памир;
- ледник Шмид (81°07′ с. ш. 90°56′ и. д. / 81.116667° с. ш. 90.933333° и. д.), на остров Шмид, архипелаг Северна земя;
- нос Шмид (68°55′ с. ш. 179°28′ з. д. / 68.916667° с. ш. 179.466667° з. д.), на северния бряг на Чукотка;
- остров Шмид (81°07′ с. ш. 90°56′ и. д. / 81.116667° с. ш. 90.933333° и. д.), в Карско море, архипелаг Северна земя;
- селище от градски тип Нос Шмид (68°53′ с. ш. 179°26′ з. д. / 68.883333° с. ш. 179.433333° з. д.), на северния бряг на Чукотка;
- подледена равнина Шмид, в Източна Антарктида;
- п-ов Шмид (76°13′ с. ш. 62°45′ и. д. / 76.216667° с. ш. 62.75° и. д.), на западния бряг на Северния остров на Нова земя;
- проход Шмид, в Памир.

## Съчинения
- „Избр. труды. Географические работы“, М., 1960.